# Quién te cantará
Pour plus de détails, voir Fiche technique et Distribution.
Quién te cantará est un film espagnol réalisé par Carlos Vermut, sorti en 2018.

## Synopsis
Lila, chanteuse célèbre, prépare son retour sur scène, mais elle perd la mémoire lors d'un accident.
Violeta, imitatrice inconnue, l'aide à redevenir celle qu'elle fut.

## Fiche technique
- Titre original : Quién te cantará
- Réalisation : Carlos Vermut
- Scénario : Carlos Vermut
- Photographie : Eduard Grau
- Musique : Alberto Iglesias
- Pays d'origine :  Espagne
- Langue originale : espagnol
- Dates de sortie :
  - Canada : 8 septembre 2018 (Festival international du film de Toronto 2018)
  - France : 24 octobre 2018

## Distribution
- Najwa Nimri : Lila
- Eva Llorach : Violeta
- Carme Elias : Blanca
- Natalia de Molina :  Marta
- Inma Cuevas
- Vicenta N'Dongo

## Tournage
Le tournage a lieu en février et mars 2017, à Cadix et Malaga.

## Distinctions

### Récompenses
- Prix Feroz 2019 : meilleure actrice pour Eva Llorach, meilleure musique originale pour Alberto Iglesias[1],[2]

### Sélections
- Festival international du film de Toronto 2018 : sélection en compétition officielle.
- Festival international du film de Saint-Sébastien 2018 : sélection en section Contemporary World Cinema.